# Paraliparis vaillanti
Paraliparis vaillanti är en fiskart som beskrevs av Chernova 2004. Paraliparis vaillanti ingår i släktet Paraliparis och familjen Liparidae. Inga underarter finns listade i Catalogue of Life.